# Air Hitam (Pondok Suguh)
Air Hitam is een bestuurslaag in het regentschap Muko-Muko van de provincie Bengkulu, Indonesië. Air Hitam telt 964 inwoners (volkstelling 2010).